# Краснянський район
Красня́нський райо́н — колишній район Вінницької округи.

## Історія
Утворений 7 березня 1923 року з центром у Красному в складі Вінницької округи Подільської губернії з частин Краснянської, Пеньківської, Гніванської і Рахно-Лісівської волостей.
Ліквідований між 1928 і 1929 роками.

## Склад
На 1 січня 1926 складався з 13 сільських рад:
- Маянівська (Маянів — 1366 осіб)
- Іванківецька (Іванківці — 1595 осіб, Черемошне — 1187 осіб)
- Гришівецька (Гришівці — 1678 осіб)
- Щучинецька (Щучинці — 1170 осіб, Ярошенка — 598 осіб)
- Строінецька (Строінці — 1380 осіб, Кобилецьке — 818 осіб, хутір Лук'янівка — 15 осіб)
- Качанівська (Качанівка — 973 особи, Швачівка — 954 особи)
- Ново-Міська (Нове-Місто — 1007 осіб, Росоша — 1335 осіб, пос. Майдан — 145 осіб)
- Краснянська (єврейська) (м-ко Красне — 1446 осіб)
- Пирогівська (Пирогів — 1082 особи, Рахни Польові — 1393 особи)
- Уяринецька (Уяринці — 1797 осіб)
- Бушинківська (Бушинка — 1415 осіб, Гута Краснянська — 334 особи)
- Краснянківська (Краснянка — 738 осіб, Круги — 495 осіб)
- Лопатинецька (Лопатинці — 1340 осіб)